# Rokkasho
Rokkasho (六ヶ所村; Rokkasho-mura) és una vila del Japó situada a la prefectura d'Aomori.